# Echinopsis chrysantha
Echinopsis chrysantha ist eine Pflanzenart aus der Gattung Echinopsis in der Familie der Kakteengewächse (Cactaceae). Das Artepitheton chrysantha stammt aus dem Griechischen und bedeutet ‚mit (gold)gelben Blüten‘.

## Beschreibung
Echinopsis chrysantha wächst einzeln. Die niedergedrückt kugelförmigen bis kurz zylindrischen, trüb graugrünen Triebe weisen bei Durchmessern von 6 bis 7 Zentimetern Wuchshöhen von 4 bis 6 Zentimetern auf. Die Triebe bilden eine vergrößerte, karottenartige Pfahlwurzel aus. Es sind acht bis zwölf (selten bis zu 26) gerade oder etwas schiefe Rippen vorhanden, die schwach gehöckert sind. Die darauf befindlichen Areolen stehen etwa 1,5 Zentimeter voneinander entfernt. Aus ihnen entspringen rötlich braune Dornen, die im Alter vergrauen. Mitteldornen werden nicht ausgebildet. Die fünf bis sieben (selten ab drei) seitlich ausstrahlenden Randdornen weisen eine Länge von bis zu 2 Zentimeter auf.
Die breit trichterförmigen Blüten erscheinen seitlich an den Trieben und öffnen sich am Tag. Sie sind gelb bis orange und besitzen einen dunkler rötlich purpurfarbenen Schlund. Die Blüten werden bis zu 5 Zentimeter lang.

## Verbreitung, Systematik und Gefährdung
Echinopsis chrysantha ist in der argentinischen Provinz Salta in der Quebrada del Toro in Höhenlagen von 2000 bis 3000 Metern verbreitet.
Die Erstbeschreibung durch Erich Werdermann wurde 1931 veröffentlicht. Nomenklatorische Synonyme sind Lobivia chrysantha (Werderm.) Backeb. (1935) und Hymenorebutia chrysantha (Werderm.) F.Ritter (1980).
In der Roten Liste gefährdeter Arten der IUCN wird die Art als „Vulnerable (VU)“, d. h. als gefährdet geführt.

## Nachweise